# Добро пожаловать в обезьянник
«Добро пожаловать в обезьянник» (англ. Welcome to the Monkey House) — сборник ранее опубликованных рассказов Курта Воннегута, впервые выпущенный в августе 1968 года. Среди рассказов есть как описывающие Вторую мировую войну, так и фантастические рассказы. Сборник включает в себя 11 рассказов, вошедших в первый сборник Воннегута «Канарейка в шахте», то есть все вошедшие туда рассказы, кроме одного. В 1991 году по мотивам рассказов на United States Showtime channel выпущен короткометражный сериал.
В 18 главе книги «Вербное воскресенье: автобиографический коллаж», «Сексуальная революция», Воннегут ставит оценки своим произведениям; «…обезьянник» он оценил на 4– из 5 возможных.

## Список рассказов
- Где я живу — «Where I Live» (Venture- Traveler’s World, октябрь 1964)[3]
- Гаррисон Бержерон — «Harrison Bergeron» (The Magazine of Fantasy and Science Fiction, октябрь 1961)
- А кто я теперь? — «Who Am I This Time?» (The Saturday Evening Post, 16 декабря 1961)[3]
- Добро пожаловать в обезьянник — «Welcome to the Monkey House» (Playboy, январь 1968)
- Долгая прогулка — навсегда — «Long Walk to Forever» (Ladies Home Journal, август 1960)[3]
- Наследство Фостера — «The Foster Portfolio» (Collier's Magazine, 8 сентября 1951)[3]
- Искусительница — «Miss Temptation» (The Saturday Evening Post, 21 апреля 1956)[3]
- Вся королевская конница — «All the King’s Horses» (Collier's Magazine, 10 февраля 1951)[3]
- Лохматый пёс Тома Эдисона — «Tom Edison’s Shaggy Dog» (Collier's Magazine, 14 марта 1953)[3]
- «New Dictionary» (The New York Times, октябрь 1966)[3]
- За стеной — «Next Door» (Cosmopolitan, апрель 1955)[3]
- Воздвигни пышные чертоги — «More Stately Mansions» (Collier's Magazine, 22 декабря 1951)[3]
- «The Hyannis Port Story»
- Неперемещённое лицо — «D.P.» (Ladies Home Journal, август 1953)[3]
- Эффект Барнхауза — «Report on the Barnhouse Effect» (Collier's Magazine, 11 февраля 1950)[4]
- Эйфью — «The Euphio Question» (Collier's Magazine, 12 мая 1951)[4]
- Возвращайся к своим драгоценным жене и сыну — «Go Back to Your Precious Wife and Son» (Ladies Home Journal, июль 1962)[3]
- Олень на комбинате — «Deer in the Works» (Esquire, апрель 1955)[3]
- Ложь — «The Lie» (The Saturday Evening Post 24 февраля 1962)[3]
- Виток эволюции — «Unready to Wear» (Galaxy Science Fiction, апрель 1953)
- Мальчишка, с которым никто не мог сладить — «The Kid Nobody Could Handle» (The Saturday Evening Post, 24 сентября 1955)[3]
- «The Manned Missiles» (Cosmopolitan, июль 1958)[3]
- ЭПИКАК — «EPICAC» (Collier's Magazine, 25 ноября 1950)[4]
- Адам — «Adam» (Cosmopolitan, апрель 1954)[3]
- Завтра, завтра, завтра… — «Tomorrow and Tomorrow and Tomorrow» (Galaxy Science Fiction, January 1954)[3]